# Teoria portfelowa
Teoria portfelowa (ang. portfolio theory) – teoria podejmowania decyzji w warunkach ryzyka, oparta na dywersyfikacji. Została przedstawiona przez Harry'ego Markowitza w 1952 roku w opublikowanym w czasopiśmie „Journal of Finance” artykule Portfolio Selection, w którym zaprezentował on normatywną teorię doboru aktywów do portfela inwestycyjnego.
W myśl teorii racjonalna osoba dokonująca wyboru powinna zgodnie ze swymi preferencjami inwestować kapitał tak, aby albo minimalizować wariancję (podstawową miarę ryzyka) przy danej oczekiwanej stopie zwrotu, albo maksymalizować stopę zwrotu przy danej wariancji.
Model zaproponowany przez Markowitza był przełomowy, nie tylko z perspektywy teorii inwestowania, ale także z powodu jego znaczenia dla analizy wyboru w warunkach ryzyka. Był to pierwszy model wyboru, który jawnie wprowadził parametr ryzyka, a także nawiązywał do kompromisu między ryzykiem a stopą zwrotu.

## Konstruowanie portfela inwestycyjnego
Markowitz zanegował, że jedynym celem przy konstruowaniu portfela jest maksymalizacja stopy zwrotu, ponieważ wraz z jej wzrostem rośnie ryzyko. Za pomocą modelu portfelowego można wyliczyć najkorzystniejszą proporcję tych dwóch czynników. Drugi ważny element zawarty w teorii Markowitza łączy się z pojęciem dywersyfikacji i jej wpływu na oczekiwaną stopę zwrotu i ryzyko portfela.

## Portfel efektywny
Z teorii Markowitza wynika, że istnieje duża ilość portfeli papierów wartościowych o założonej stopie dochodu, ale tylko jeden z nich daje minimalne ryzyko. Podobnie istnieje duża ilość portfeli o założonym poziomie ryzyka, ale tylko jeden posiada maksymalną oczekiwaną stopę zwrotu dla tej wielkości ryzyka. Dlatego ważnym terminem w teorii Markowitza jest tzw. portfel efektywny, czyli taki, dla którego nie istnieje inny portfel o tej samej oczekiwanej stopie zwrotu i mniejszym ryzyku, oraz taki, dla którego nie istnieje inny portfel o tym samym ryzyku i większej oczekiwanej stopie zwrotu. Preferencją racjonalnego inwestora jest według Markowitza wybór portfela efektywnego.

## Ograniczenia modelu Markowitza
Wykorzystywanie danych z przeszłości może być problematyczne. Zastosowanie metody Markowitza wiąże się z koniecznością szacowania przyszłych stóp zwrotu i odchyleń standardowych na podstawie danych z przeszłości. Nie ma jednak żadnej gwarancji, że dane z przeszłości okażą się adekwatne dla przyszłości.
Metoda Markowitza jest także bardzo wrażliwa na niewielkie nawet zmiany warunków początkowych, czyli na wybór okresu, z którego pochodzą dane historyczne wykorzystywane w analizach. Czasem wystarczy przesunąć o kilka dni okres, z którego pochodzą analizowane dane, aby w konsekwencji uzyskać diametralnie różny skład portfela. Analityczne szacowanie składu portfela w teorii Markowitza było bardzo pracochłonne, wymagało bowiem wykonania milionów obliczeń.

## Nowoczesna teoria portfela
Nowoczesna teoria portfela (modern portfolio theory, MPT) przyjmuje następujące założenia:
- inwestor ma wyobrażenie oczekiwanej stopy zwrotu jako funkcji normalnego rozkładu możliwych stóp zwrotu oraz zawsze wybiera wyższe stopy zwrotu,
- inwestor uważa ryzyko za pozytywną funkcję rozmiaru oczekiwanej stopy zwrotu i wybiera mniejsze ryzyko,
- decyzje inwestycyjne inwestora zależą od ryzyka i stopy zwrotu.